# Anthology: 1965-1985
Anthology 1965-1985 es un álbum recopilatorio de Todd Rundgren, donde se reunían los éxitos más grandes de éste gran cantautor desde sus inicios formales en 1965 junto a la banda Nazz, su carrera solista (iniciada en 1970) editado y publicado en el año 1989. Se compone de temas del disco Nazz, de la banda nazz, también de Runt (de Rundgren) hasta Healing, exceptuando Todd (los dos últimos de Rundgren igualmente)

## Ficha técnica
- Fecha de Lanzamiento: 30 de mayo de 1989
- Fecha de Relanzamiento (formato CD): 25 de octubre de 1990
- Empresa Discográfica: Rhino Entertainment y Wea

## Listado de canciones

### CD 1
- Open My Eyes ("Abre mis ojos" proveniente de Nazz (album) de la banda Nazz)
- We Gotta Get You A Woman ("Vamos a conseguirte una mujer" de "Runt")
- The Wailing Wall ("El lamento de las murallas" de Runt: The Ballad of Todd Rundgren)
- Be Nice To Me ("Sé simpática conmigo" del mismo)
- Hello It's Me ("Hola, soy yo", de "Something/Anything?")
- I Saw The Light ("Yo vi la luz" del mismo)
- It Wouldn't Have Made A Differnce ("Yo no pude hacer una diferencia" del mismo)
- Couldn't I Just Tell You ("Simplemente no pude contarte" del mismo)
- Sometimes I Don't Know What To Feel ("A veces no se que sentir" de "A Wizard, a True Star")
- Just One Victory ("Solo una victoria" del mismo)

### CD 2
- Real Man ("Un hombre de verdad" de "Initiation")
- Black And White ("Blanco y Negro" de "Faithful")
- Love Of The Common Man ("El amor del hombre común" del mismo)
- Cliche (del mismo)
- All The Children Sing ("Todos los niños cantan" de "Hermit of Mink Hollow"
- Can We Still Be Friends ("¿Podemos seguir siendo amigos?" del mismo)
- You Cried Wolf ("Tu lobo criado" del mismo)
- Time Heals ("El tiempo cura" de "Healing"
- Compassion ("Compasión" del mismo "
- Hideaway ("Escondite" de The Ever Popular Tortured Artist Effect)

- Datos: Q5696929